# Betty Kretschmer
Betty Kretschmer, född 24 januari 1928, är en friidrottare från Chile. Hon deltog vid olympiska sommarspelen 1948.